# Munkholm (øl)
 For alternative betydninger, se Munkholm (flertydig). (Se også artikler, som begynder med Munkholm)
Munkholm er en øl med lav alkoholprocent produceret af Ringnes og blev lanceret i 1991.
Gæringen afbrydes før alkoholen udvikles, sådan at smagen bliver udviklet uden at øllet indeholder betydelige mængder alkohol. Selv om øllet er markedsført som alkoholfrit indeholder øllen dog alkohol. Den norske lovgivning giver mulighed for at øl med op til 1,2% alkohol markedsføres som alkoholfri. Den danske lovgivning giver mulighed for at kalde øl alkoholfri selv hvis der er op til 0,5% alkohol i den.